# Дверник
Дверник (пол. Dwernik) — давнє українське (лемківське) село, розташоване в Польщі, у гміні Літовищі Бещадського повіту Підкарпатського воєводства над потоком Дверник біля його впадіння в Сян. Село є осередком солтиства Дверник.
Населення — 213 осіб (2011).
У 1975-1998 роках село належало до Кросненського воєводства.

## Назва
У ході кампанії перейменування українських назв село в 1977—1981 рр. називалось Пшелом (пол. Przełom).

## Історія села
В 1533 році власник Дверника Петро Кміта Собенський (1477—1553), маршалок великий коронний, староста краківський, перемиський, спіський і кольненський, чоловік Барбари Кміти з Гербуртів продав ці землі братам Тарновським гербу Сас. У Двернику постійно осів молодший з них Лукаш, який від нової садиби отримав прізвисько Дверницький. Від нього походить родина гербу Сас-Тарнава, яка дала Речі Посполитій багато видатних воїнів. З того роду походив генерал Юзеф Дверницький — один з найкращих командирів в історії польського військового мистецтва.
У 1580 р. територія перейшла в руки Стадницьких, далі — литовській родині Кишків, а потім — Оссолінських, надалі — Мнішків. До 1772 р. село знаходилося в Сяноцькій землі Руського воєводства.
У 1772—1918 рр. село було у складі Австро-Угорської монархії, у провінції Королівство Галичини та Володимирії. На початку XIX ст. заволодів граф Анквіч, далі — графиня Марія Потоцька; однак вона не оселилася тут на постійно, а керувала селом через орендаторів. Одним з них був Адам Конецький, який у 1846 році утворив тут повстанський загін, який воював проти австріяків.
В 1847 році маєтком Дверник заволодів Леопольд Вальтер.
Дверник є одним з найстаріших центрів у світі нафтовидобування; нафтопереробка і копальні нафти-сирівцю існували тут до 1884 року. Видобуток нафти (на регіональному рівні) триває і зараз.
У 1919—1939 рр. входило до Ліського повіту Львівського воєводства (у 1934—1939 рр. — ґміна Ступосяни). На 01.01.1939 р. в селі проживало 1380 мешканців, з них 1250 українців-грекокатоликів, 10 українців-римокатоликів, 50 поляків, 70 євреїв. Після Другої світової війни село було повністю зруйноване і депортоване. Нинішні будівлі та інфраструктура в селах побудовані після 1956 року.
У роках 1975—1998 місцевість адміністративно належала до кросненського воєводства.
Тут є парафіяльний костел Святого Михайла Архангела і Богоматері Королеви Ангелів, побудований з матеріалів знесеної в 1980 році церкви в Літовищі (1898). У Двернику є станиця скаутів Пабяніце.

## Церква
В селі була збудована в 1782 р. дерев'яна церква св. Арх. Михаїла, яка була парафіяльною церквою Затварницького деканату (з 1924 р.  — Лютовиського деканату) Перемишльської єпархії УГКЦ. У 1898 відремонтована. До парафії також належали села Руське і Затварниця. Спалена у 1946 або 1947 році.

## Костел

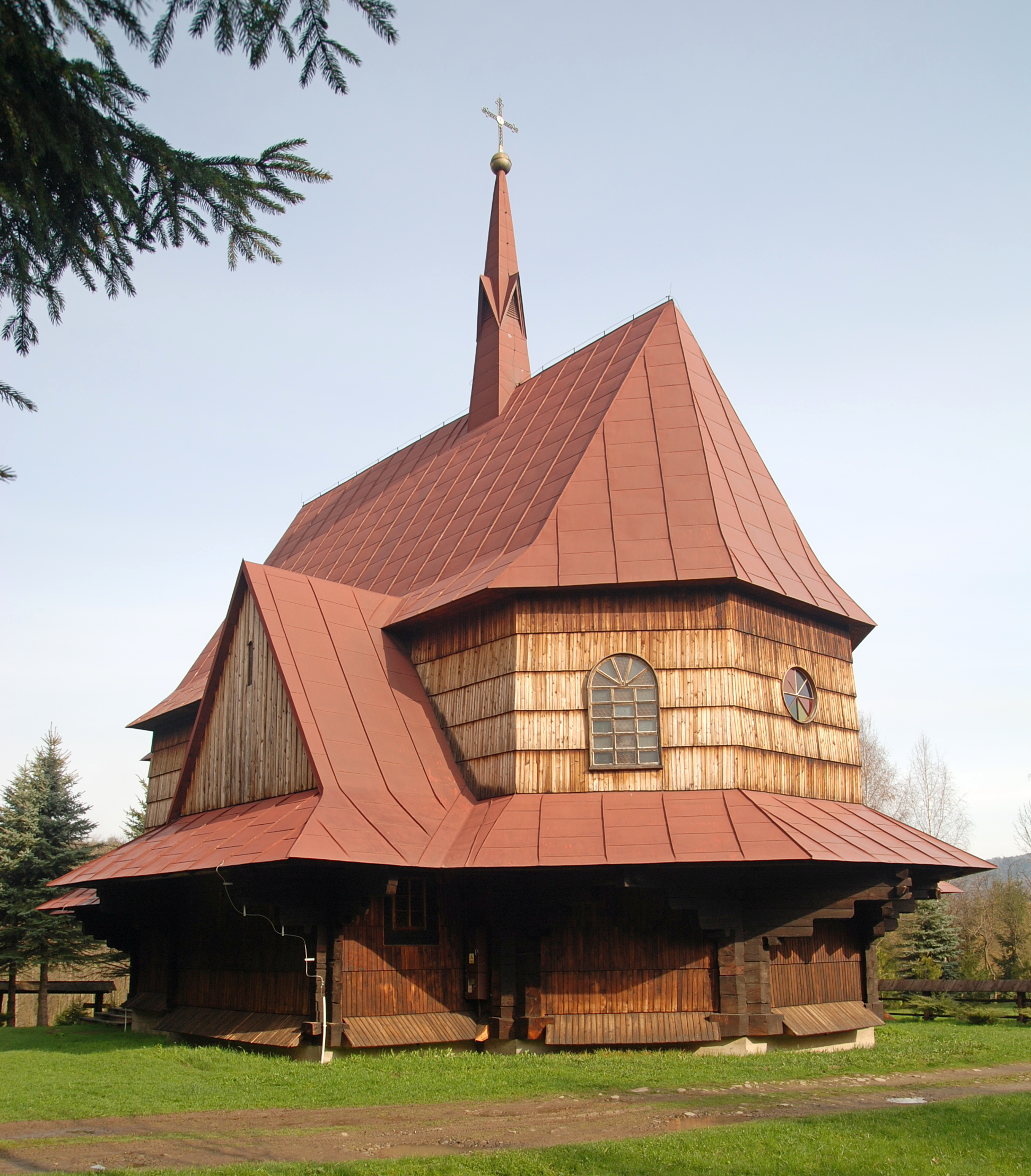
Костел Архангела Михаїла побудований з матеріалу церкви у Літовищах

Римо-католицька парафія у Двернику заснована у 1981 році. Для будівництва костелу на честь Арх. Михаїла (так само називалась спалена у 1946 чи 1947 роках церква) було перенесено матеріали із греко-католицької церкви села Літовищ. Ще у 1978 році в Департаменті озорони пам'яток м. Кросно, у колонці "пропозиції із знесення та загосподарення" було зазначено "переказати римо-католицькій парафії у Літовищах, з наступною передачею до Дверника. Проект нової споруди розробив Й. Жондца (J. Rządca), відповідно до традицій архітектури дерев'яних костелів. Площа костелу 138,8 м2. Церемонія освячення відбулася 30 серпня 1981 року. Не дивлячись на те, що споруда будувалась за новим проектом, характер зрубних конструкцій та елементів, властивих українській народній архітектурі, вплинув на загальний вигляд. Так вівтарна частина та притвор нового храму, у значній мірі відтворюють відповідні елементи церкви у Літовищах, з матеріалів якої він виконаний.

## Демографія
- 1921 — у Двернику проживало 567 осіб (у 107 житлових будинках):
  - 534 грекокатолики
  - 27 юдеїв
  - 6 римокатоликів
- 1991 — 149 осіб
- 2004 — 160 осіб

Демографічна структура станом на 31 березня 2011 року:
|          | Загалом | Допрацездатний вік | Працездатний вік | Постпрацездатний вік |
| -------- | ------- | ------------------ | ---------------- | -------------------- |
| Чоловіки | 112     | 14                 | 79               | 19                   |
| Жінки    | 101     | 16                 | 56               | 29                   |
| Разом    | 213     | 30                 | 135              | 48                   |